# Grzegorz VI (papież)
Grzegorz VI (właśc. Jan Gracjan Pierleone, zm. w 1047 w Kolonii) – papież w okresie od 1 maja 1045 do 20 grudnia 1046.

## Życiorys
Był ojcem chrzestnym Benedykta IX, najprawdopodobniej spokrewnionym z bankierską rodziną Pierleonich. Zanim wstąpił na Stolicę Piotrową, pełnił funkcję archiprezbitera Bazyliki św. Jana przy Bramie Łacińskiej. Grzegorz został papieżem w wyniku rezygnacji Benedykta IX. Według różnych hipotez, on sam namawiał Benedykta do rezygnacji lub też urząd papieski został przez papieża sprzedany za tysiąc funtów srebra.
Wybór Grzegorza na papieża został entuzjastycznie odebrany przez reformatora Piotra Damianiego, a także przez opata Cluny. Wkrótce potem król Niemiec Henryk III, któremu zależało na koronie cesarskiej i reformie Kościoła, zwołał synod w Pawii. Na kolejnym synodzie, który odbył się w Sutri 20 grudnia 1046 roku, udowodniono Grzegorzowi symonię i zdetronizowano go, wraz z Benedyktem IX i Sylwestrem III.
Grzegorz został zesłany na wygnanie do Kolonii, w którym towarzyszył mu jego przyjaciel, mnich Hildebrand. W Kolonii, pieczę nad nim sprawował tamtejszy arcybiskup, Herman. Pod koniec 1047 roku Grzegorz zmarł na nieokreśloną chorobę.